# Síndrome de Gerstmann
El síndrome de Gerstmann  es una enfermedad rara neurológica, de posible causa vascular, que afecta el lóbulo parietal y que se caracteriza por:
- Agrafia: dificultad en la expresión de ideas por la escritura
- Agnosia digital: imposibilidad de reconocer los dedos de las manos
- Acalculia: imposibilidad de realizar operaciones aritméticas simples
- Desorientación derecha-izquierda

Recientemente se ha propuesto cambiar el nombre de este trastorno a Síndrome Angular, debido a que los déficits cognitivos que lo componen comparten el mismo sustrato anatómico, es decir, el giro angular del lóbulo parietal. Por otra parte, en el síndrome es regla y no excepción a esta, que se presente incompleto, por lo general sin agrafía, lo que a su vez sugiere que la topografía de ésta no es precisamente angular. En cambio, es más común que se presente acompañado de afasia semántica. Por esta razón Ardila y colaboradores proponen reemplazar la agrafía por la afasia semántica como parte del síndrome angular, o en su defecto considerar la afasia semántica como un quinto signo.